# Fleurette
Fleurette ist ein Dokumentarfilm des portugiesisch-französischen Regisseurs Sérgio Tréfaut aus dem Jahr 2002.

## Handlung
Der Regisseur schneidet hier Gespräche mit seiner französischen Mutter zusammen, die sie in brasilianischem Portugiesisch führen. Auch reisen sie an den Wohnort der Mutter im portugiesischen Alentejo, wo sie mit dem Vater des Regisseurs zusammentreffen, die große Liebe seiner Mutter gemäß ihrer Aussage, und sie besuchen die alte Schule der Mutter an der französischen Côte d’Azur. Die Mutter erzählt ihrem Sohn, teils widerwillig, von ihrem Leben, das sie aus dem deutsch besetzten Frankreich an der Seite ihres deutschfreundlichen Ehemannes ins Dritte Reich führt, dann zu ihrer großen Liebe, dem wohlhabenden, kommunistisch aktiven Portugiesen aus dem Alentejo, mit dem sie vor der Salazar-Diktatur nach Brasilien flieht und dort ihre gemeinsamen Kinder großzieht. Sie sind geschieden, er lebt heute in Kuba, während sie wieder in Portugal lebt.
Es entsteht ein persönlich gezeichnetes Porträt der europäischen und dann brasilianischen Geschichte des 20. Jahrhunderts. Tréfaut sucht dabei nach dem Bewusstsein der Mutter in den jeweiligen Situationen, nach ihrer Gefühlswelt, ihren Vorstellungen von Familie, Politik und Lebensgestaltung. Die eigenwillige Frau gibt ihre Vorstellungen und Erlebnisse nur zögernd preis, und ihre Aussagen kontrastieren mit den Erwiderungen ihres Sohnes, aber auch den Kommentaren ihres in Brasilien lebenden Sohnes und ihrem früheren Ehemann, den sie emotionslos die Liebe ihres Lebens nennt.

## Rezeption
Der Film gewann den großen Preis des Les Ecrans Documentaires-Filmfestivals 2003, den Preis für den besten Schnitt beim Doclisboa 2002, und den Preis für den besten ausländischen Film beim Dokumentarfilmfestival Extrema´Doc in Cáceres (Spanien) 2006.
2007 erschien der Film als DVD in der Serie Colecção Documentários Portugueses bei Midas Filmes.